# نادي الفتح موسم 2007–08
شاركَ نادي الفتح في دوري الدرجة الأولى السعودي 2007–08 حيثُ خاض 26 مباراةً نجحَ خلالها في حصدِ 40 نقطة وهو ما مكّنه من احتلالِ المركز الخامس في جدول ترتيب الدوري كما شارك في الأمير فيصل بن فهد لكنّه أُقصي على يدِ نادي النهضة في الدور نصف النهائي.

## نظرة عامّة
| المنافسة                   | أول مباراة                 | آخر مباراة                 | الدور الافتتاحي            | المركز النهائي            | السجل | السجل | السجل | السجل | السجل | السجل | السجل | السجل   |
| المنافسة                   | أول مباراة                 | آخر مباراة                 | الدور الافتتاحي            | المركز النهائي            | لعب   | ف     | ت     | خ     | له    | عليه  | ف.أ.  | الفوز % |
| -------------------------- | -------------------------- | -------------------------- | -------------------------- | ------------------------- | ----- | ----- | ----- | ----- | ----- | ----- | ----- | ------- |
| دوري الدرجة الأولى السعودي | 18 تشرين الأول/أكتوبر 2007 | 13 أيار/مايو 2008          | الجولة الأولى              | المركز الخامس             | 26    | 10    | 8     | 8     | 29    | 23    | +6    | 038٫46  |
| الأمير فيصل بن فهد         | 19 آب/أغسطس 2007           | 20 أيلول/سبتمبر 2007       | المجموعة الخامسة           | الدور نصف النهائي         | 6     | 3     | 1     | 2     | 11    | 9     | +2    | 050٫00  |
| كأس ولي العهد              | 29تشرين الثاني/نوفمبر 2007 | 12 كانون الأول/ديسمبر 2007 | تصفيات التأهل للكأس دور 32 | تصفيات التأهل للكأس دور 8 | 3     | 2     | 0     | 1     | 2     | 4     | −2    | 066٫67  |
| المجموع                    | المجموع                    | المجموع                    | المجموع                    | المجموع                   | 35    | 15    | 9     | 11    | 42    | 36    | +6    | 042٫86  |

آخر تحديث: نهاية الموسم
المصدر: المنافسات

### حصيلة النتائج
| الفريق ╲ الجولة | 1 | 2 | 3 | 4 | 5 | 6 | 7 | 8 | 9 | 10 | 11 | 12 | 13 | 14 | 15 | 16 | 17 | 18 | 19 | 20 | 21 | 22 | 23 | 24 | 25 | 26 |
| --------------- | - | - | - | - | - | - | - | - | - | -- | -- | -- | -- | -- | -- | -- | -- | -- | -- | -- | -- | -- | -- | -- | -- | -- |
| الفتح           | W | D | L | D | W | L | L | W | D | L  | W  | W  | W  | W  | D  | D  | W  | D  | D  | D  | L  | L  | W  | L  | W  | L  |

### ملخص النتائج
| شامل | شامل | شامل | شامل | شامل | شامل | شامل | شامل | على أرضه | على أرضه | على أرضه | على أرضه | على أرضه | على أرضه | خارج أرضه | خارج أرضه | خارج أرضه | خارج أرضه | خارج أرضه | خارج أرضه |
| لعب  | ف    | ت    | خ    | أ.ل  | أ.ع  | ف.أ  | ن    | ف        | ت        | خ        | أ.ل      | أ.ع      | ف.أ      | ف         | ت         | خ         | أ.ل       | أ.ع       | ف.أ       |
| ---- | ---- | ---- | ---- | ---- | ---- | ---- | ---- | -------- | -------- | -------- | -------- | -------- | -------- | --------- | --------- | --------- | --------- | --------- | --------- |
| 26   | 10   | 8    | 8    | 29   | 23   | +6   | 38   | 5        | 6        | 2        | 11       | 7        | +4       | 5         | 2         | 6         | 18        | 16        | +2        |

## الدوري

### معلومات عامّة
استهلّ الفتح موسمه الجديد في دوري الدرجة الأولى حيث لعب مباراته الأولى خارج أرضه في مدينة أبها مع نادي أبها، نجحَ الفتح في اجتيازِ الاختبار الأول بنجاحٍ حينما تفوّق بهدفين لهدف واحد، لكنّه تعثر في الجولة الثانيّة حينما تعادل سلبيًا على أرضيّة ميدانه أمام نادي الرياض، أول سقوطٍ للفتح كان في الجولة الثالثة حينما هُزم على يدِ نادي الفيحاء بهدفين لهدف واحد في مدينة الغاط، وفي الجولة الرابعة تابع نادي الفتح إهدار النقاط بتعادله على أرضه مع نادي هجر بهدف لكل منهما، سُرعان ما تدراك الفتح هفوة الجولة الماضيّة حينما فازَ في الجولة الخامسة على حسابِ نادي الخليج خارج أرضه بهدف دون مقابل، ثمّ عاد للسقوطِ من جديدٍ على ميدانه أمام نادي الرائد بهدفينِ نظيفين. لم تكن الجولة السادسة أفضل حالاً عندما خسر خارج أرضيّة ملعبه بنتيجة ثقيلة أمام نادي سدوس بخمسة أهداف مقابل هدف واحد. وفي الجولة السابعة عاد الفتح لينتصر في مباراته على نادي الأنصار بهدف نظيف.
واصل الفتح سلسلة نتائجه المتذبذبة، ليتعادل مع نادي التعاون في الجولة الثامنة وفي عقر داره وبنتيجة سلبية بدون أهداف، تلاهُ خسارة خارج الديار في الجولة التاسعة مع نادي الفيصلي بهدف دون مقابل.
وفي الجولة العاشرة بدأت صحوة نادي الفتح التي استمرت أربع جولات متتالية بانتصارات على أندية ضمك بنتيجة هدفين لهدف، وأحد بنتيجة عريضة وصلت إلى خمسة أهداف دون مقابل، والجبلين بنتيجة هدفين نظيفين، وأبها في الجولة الأولى من مرحلة الإياب بهدف دون مقابل، والتي أعادته لأجواء المنافسة على بطولة الدوري، ولكن هذه الصحوة تأثرت بسلسلة التعادلات القاتلة في الجولات التالية حثي تعادل في الجولة الخامسة عشر مع نادي الرياض بنتيجة هدف لهدف، مع تعادل آخر في الجولة التي تليها مع نادي الفيحاء بدون أهداف تخلل هذه السلسة انتصار مهم على جاره نادي هجر بتغلبه عليه بهدفين مقابل لا شيء ومن ثم ليعود ويتعادل مع نادي الخليج بهدف لهدف ومن ثم يتعادل مع الرائد بدون أهداف وفي الأسبوع العشرين يتعادل مع نادي سدوس بهدف لهدف ليبدأ بعدها الابتعاد عن المنافسة على لقب الدوري أو التأهل إلى دوري المحترفين.
ففي الأسبوع الحادي والعشرين يخسر مع نادي الأنصار بهدف دون مقابل بعد 10 جولات لم يذق فيها طعم الهزيمة، وفي الأسبوع الثاني والعشرين يخسر مع التعاون بثلاثة أهداف لهدفين، ليعود وينتصر في الجولة التالية على الفيصلي بثلاثة أهداف نظيفة، ويخسر في الجولة التالية مع نادي ضمك بهدفين لهدف، لينتصر بعدها على نادي أحد بهدف دون مقابل ويخسر في الجولة الأخيرة من عمر الدوري مع نادي الجبلين بهدف دون مقابل ويحقق المركز الخامس.

## جدول ترتيب دوري الدرجة الأولى السعودي 2007-08
جدول الترتيب:

## جدول الدوري
| م  | الفريق       | لعب | ف  | ت  | خ  | له | عليه | ف.أ | نقاط | صعود أو هبوط                         |
| -- | ------------ | --- | -- | -- | -- | -- | ---- | --- | ---- | ------------------------------------ |
| 1  | نادي الرائد  | 26  | 12 | 9  | 5  | 27 | 15   | 12  | 45   | صعود إلى دوري المحترفين السعودي      |
| 2  | نادي أبها    | 26  | 13 | 6  | 7  | 47 | 37   | 10  | 45   | صعود إلى دوري المحترفين السعودي      |
| 3  | نادي الأنصار | 26  | 11 | 10 | 5  | 36 | 28   | 8   | 43   |                                      |
| 4  | نادي الخليج  | 26  | 11 | 7  | 8  | 39 | 35   | 4   | 40   |                                      |
| 5  | نادي الفتح   | 26  | 10 | 8  | 9  | 29 | 23   | 6   | 38   |                                      |
| 6  | نادي ضمك     | 26  | 10 | 8  | 8  | 30 | 27   | 3   | 38   |                                      |
| 7  | نادي التعاون | 26  | 10 | 5  | 11 | 34 | 35   | -1  | 35   |                                      |
| 8  | نادي الفيصلي | 26  | 10 | 2  | 13 | 28 | 33   | -5  | 35   |                                      |
| 9  | نادي سدوس    | 26  | 9  | 7  | 10 | 35 | 30   | 5   | 34   |                                      |
| 10 | نادي هجر     | 26  | 9  | 7  | 10 | 36 | 35   | 1   | 34   |                                      |
| 11 | نادي أحد     | 26  | 10 | 4  | 12 | 30 | 33   | -3  | 34   |                                      |
| 12 | نادي الرياض  | 26  | 10 | 4  | 12 | 22 | 30   | -8  | 34   |                                      |
| 13 | نادي الجبلين | 26  | 10 | 3  | 13 | 23 | 37   | -14 | 33   | هبوط إلى دوري الدرجة الثانية السعودي |
| 14 | نادي الفيحاء | 26  | 1  | 10 | 15 | 13 | 31   | -18 | 13   | هبوط إلى دوري الدرجة الثانية السعودي |

## قائمة المباريات
هذه قائمةٌ بمباريات نادي الفتح في دوري الدرجة الأولى السعودي 2007–08:
| 18 أكتوبر 2007 1 | أبها | 1 – 2 | الفتح | أبها                             |
| 15:45            |      |       |       | الملعب: ملعب سلطان بن عبد العزيز |

| 26 أكتوبر 2007 2 | الفتح | 0 – 0 | الرياض | الأحساء                              |
| 19:00            |       |       |        | الملعب: ملعب الأمير عبد الله بن جلوي |

| 1 نوفمبر 2007 3 | الفيحاء | 2 – 1 | الفتح | المجمعة                        |
| 14:15           |         |       |       | الملعب: مدينة المجمعة الرياضية |

| 9 نوفمبر 2007 4 | الفتح | 1 – 1 | هجر | الأحساء                              |
| 18:35           |       |       |     | الملعب: ملعب الأمير عبد الله بن جلوي |

| 15 نوفمبر 2007 5 | الخليج | 0 – 1 | الفتح | سيهات                    |
| 14:00            |        |       |       | الملعب: ملعب نادي الخليج |

| 22 ديسمبر 2007 6 | الفتح | 0 – 2 | الرائد | الأحساء                              |
| 18:30            |       |       |        | الملعب: ملعب الأمير عبد الله بن جلوي |

| 26 ديسمبر 2007 7 | سدوس | 5 – 1 | الفتح | الرياض              |
| 14:20            |      |       |       | الملعب: ملعب الصائغ |

| 4 يناير 2008 8 | الفتح | 1 – 0 | الأنصار | الأحساء                              |
| 17:45          |       |       |         | الملعب: ملعب الأمير عبد الله بن جلوي |

| 10 يناير 2008 9 | الفتح | 0 – 0 | التعاون | الأحساء                              |
| 18:40           |       |       |         | الملعب: ملعب الأمير عبد الله بن جلوي |

| 17 يناير 2008 10 | الفيصلي | 1 – 0 | الفتح | المجمعة                                 |
| 14:45            |         |       |       | الملعب: مدينة الملك سلمان بن عبد العزيز |

| 23 يناير 2008 11 | الفتح | 2 – 1 | ضمك | الأحساء                              |
| 18:45            |       |       |     | الملعب: ملعب الأمير عبد الله بن جلوي |

| 7 فبراير 2008 12 | أحد | 0 – 5 | الفتح | المدينة المنورة                        |
| 15:10            |     |       |       | الملعب: ملعب الأمير محمد بن عبد العزيز |

| 14 فبراير 2008 13 | الجبلين | 0 – 2 | الفتح | حائل                                    |
| 15:00             |         |       |       | الملعب: ملعب الأمير عبد العزيز بن مساعد |

| 22 فبراير 2008 14 | الفتح | 1 – 0 | أبها | الأحساء                              |
| 19:00             |       |       |      | الملعب: ملعب الأمير عبد الله بن جلوي |

| 28 فبراير 2008 15 | الرياض | 1 – 1 | الفتح | الرياض                                  |
| 14:45             |        |       |       | الملعب: استاد الأمير تركي بن عبد العزيز |

| 06 مارس 2008 16 | الفتح | 0 – 0 | الفيحاء | الأحساء                              |
| 19:15           |       |       |         | الملعب: ملعب الأمير عبد الله بن جلوي |

| 14 مارس 2008 17 | هجر | 0 – 2 | الفتح | الأحساء                              |
| 19:20           |     |       |       | الملعب: ملعب الأمير عبد الله بن جلوي |

| 20 مارس 2008 18 | الفتح | 1 – 1 | الخليج | الأحساء                              |
| 19:20           |       |       |        | الملعب: ملعب الأمير عبد الله بن جلوي |

| 28 مارس 2008 19 | الرائد | 0 – 0 | الفتح | بريدة                                |
| 15:00           |        |       |       | الملعب: مدينة الملك عبدالله الرياضية |

| 2 أبريل 2008 20 | الفتح | 1 – 1 | سدوس | الأحساء                              |
| 20:20           |       |       |      | الملعب: ملعب الأمير عبد الله بن جلوي |

| 10 أبريل 2008 21 | الأنصار | 1 – 0 | الفتح | المدينة المنورة                         |
| 16:10            |         |       |       | الملعب: مدينة الأمير محمد بن عبد العزيز |

| 17 أبريل 2008 22 | التعاون | 3 – 2 | الفتح | بريدة                                 |
| 16:00            |         |       |       | الملعب: مدينة الملك عبد الله الرياضية |

| 24 أبريل 2008 23 | الفتح | 3 – 0 | الفيصلي | الأحساء                              |
| 20:30            |       |       |         | الملعب: ملعب الأمير عبد الله بن جلوي |

| 30 أبريل 2008 24 | ضمك | 2 – 1 | الفتح | خميس مشيط                                         |
| 16:00            |     |       |       | الملعب: مدينة الأمير سلطان بن عبد العزيز الرياضية |

| 08 مايو 2008 25 | الفتح | 1 – 0 | أحد | الأحساء                              |
| 16:30           |       |       |     | الملعب: ملعب الأمير عبد الله بن جلوي |

| 30 مايو 2008 26 | الفتح | 0 – 1 | الجبلين | الأحساء                              |
| 16:30           |       |       |         | الملعب: ملعب الأمير عبد الله بن جلوي |

### إحصائيات
- سجّل الفتح 29 هدفًا (بمعدل 1.11 في كلّ مباراة) بينما تلقّت شباكه 23 هدفًا (بمعدل 0.88 في كل مباراة).
  - سجّل الفتح 11 هدفًا في المباريات التي خاضها على أرضيّة ملعبه بينما تلقَّى 7 أهداف.
  - سجّل الفتح 18 هدفًا خارج دياره وتلقَّى في مقابل ذلك 16 هدفًا.
- حقَّقَ الفتح أربعة انتصاراتٍ على التوالي، من الجولة الحادية عشر حتى الجولة الرابعة عشر كما أنه لم يخسر خلال عشر مباريات على التوالي ابتداءً من الجولة الحادية عشر وحتى الجولة العشرين انتصر خلالها في 5 مباريات وتعادل في 5 أخرى.
- أكبر انتصارٍ حقّقه نادي الفتح في الموسم الكرويّ 2007–08 كان خارج ميدانهِ على حسابِ نادي أحد بخمسة أهداف نظيفة في الجولة الثانية عشر.
  - أكبر خسارةٍ تعرض لها النادي الأحسائي كانت في الجولة السابعة حينما هُزم أمام نادي سدوس بخمسة أهداف مقابل هدف واحد.
- هداف الفريق أحمد بوعبيد والذي سجل 6 أهداف في الدوري، كما سجل كل من حمدان الحمدان و يوسف العويض 5 أهداف.[5]

## كأس ولي العهد

### معلومات عامة
شاركَ نادي الفتح في التصفيات التأهيلية لكأس وليّ العهد السعودي 2007–08 ونجحَ في تخطّي الدور الأول (دور الـ 32) بعدما أقصى نادي الترجي بركلات الجزاء الترجيحية، ليلعب بعدها في الدور الثاني (دور الـ 16) مع نادي العدالة ويقصيه أيضا بركلات الجزاء الترجيحية ويتأهل إلى (دور الـ 8) ويخرج خاسراً على يد نادي جدة.

### قائمة المباريات
هذه قائمةُ المباريات التي لعبها نادي الفتح في إطار مباريات تصفيات التأهل إلى كأس ولي العهد:
| 29 نوفمبر 2007 دور الـ 32 | الفتح | 1 – 1 (10 - 9)                         | الترجي | الأحساء                              |
| 14:30                     |       | انتهت المباراة بركلات الجزاء الترجيحية |        | الملعب: ملعب الأمير عبد الله بن جلوي |

| 6 ديسمبر 2007 دور الـ 16 | العدالة | 1 – 1 (5 - 6)                          | الفتح | الأحساء                              |
| 13:55                    |         | انتهت المباراة بركلات الجزاء الترجيحية |       | الملعب: ملعب الأمير عبد الله بن جلوي |

| 12 ديسمبر 2007 دور الـ 8 | جدة | 2 - 0 | الفتح | جدة                                   |
| 16:45                    |     |       |       | الملعب: مدينة الملك عبد الله الرياضية |

### إحصائيات
- خاض نادي الفتح ثلاث مباريات في التصفيات المؤهلة إلى مسابقة كأس وليّ العهد السعودي، فربحَ في المباراتين الأولى والثانية بركلات الجزاء الترجيحية بعد التعادل بنتيجة واحدة (هدف لهدف) ليخسر المباراة الثالثة المؤهلة إلى كأس ولي العهد مع نادي جدة بهدفين نظيفين.
  - نجحَ الفتح في المباريات التي لعبها في إطار هذه التصفيات في تسجيلِ هدفين وتلقى في المقابل أربعة أهداف.

## كأس الأمير فيصل بن فهد 2007–08
شاركَ نادي الفتح في كأس الأمير فيصل حيث وقع في المجموعة الخامسة رفقة أندية جدة والرائد وتصدر المجموعة بعد أن فاز على جدة خارج أرضه وخسر معه على أرضه وفاز على الرائد خارج أرضه وتعادل معه على أرضه ليتأهل إلى الدور ربع النهائي ويلتقي نادي الجبلين ويقصيه بركلات الجزاء الترجيحية بعد انتهاء الوقت الأصلي بالتعادل بدون أهداف، وفي الدور نصف نهائي يخسر مع نادي النهضة بركلات الجزاء الترجيحية بعد التعادل بهدف لهدف لكل فريق.
جدول مباريات نادي الفتح:
| 19 أغسطس 2007 المجموعات | جدة | 1 – 3 | الفتح | جدة                                   |
| 20:00                   |     |       |       | الملعب: مدينة الملك عبد الله الرياضية |

| 23 أغسطس 2007 المجموعات | الفتح | 2 – 2 | الرائد | الأحساء                              |
| 20:30                   |       |       |        | الملعب: ملعب الأمير عبد الله بن جلوي |

| 2 سبتمبر 2007 المجموعات | الفتح | 3 – 4 | جدة | الأحساء                              |
| 20:00                   |       |       |     | الملعب: ملعب الأمير عبد الله بن جلوي |

| 6 سبتمبر 2007 المجموعات | الرائد | 1 – 2 | الفتح | بريدة                                |
| 22:35                   |        |       |       | الملعب: مدينة الملك عبدالله الرياضية |

| 15 سبتمبر 2008 ربع النهائي | الجبلين | 0 – 0 (3 - 4) | الفتح | حائل                                    |
| 22:15                      |         |               |       | الملعب: ملعب الأمير عبد العزيز بن مساعد |

| 11 سبتمبر 2008 نصف النهائي | الفتح | 1 – 1 (6 - 7) | النهضة | الأحساء                              |
| 22:15                      |       |               |        | الملعب: ملعب الأمير عبد الله بن جلوي |

### ترتيب المجموعة الخامسة[8]
| المركز | الفريق | لعب | فاز | تعادل | خسر | له | عليه | فارق الأهداف | نقاط | تأهل أو هبط                |
| ------ | ------ | --- | --- | ----- | --- | -- | ---- | ------------ | ---- | -------------------------- |
| 1      | الفتح  | 4   | 2   | 1     | 1   | 10 | 8    | 2            | 7    | تأهل إلى الدور ربع النهائي |
| 2      | جدة    | 4   | 1   | 2     | 1   | 6  | 7    | -1           | 5    |                            |
| 3      | الرائد | 4   | 0   | 3     | 1   | 4  | 5    | -1           | 3    |                            |

### إحصائيات
- لعب نادي الفتح 6 مباريات فاز في 3 مباريات منها، إحداها بالركلات الترجيحية كما تعادل مباراة واحدة وخسر مبارتين إحداها أيضا بركلات الجزاء الترجيحية.
- سجل نادي الفتح 11 هدفاً في 6 مباريات وتلقت شباكه 9 أهداف.
  - هداف المسابقة لاعب نادي الفتح أحمد بوعبيد بتسجيله 5 أهداف رفقة كل من موسى الشمري لاعب نادي العروبة و رائد الجهني لاعب نادي الأنصار.[9]